# 粉嶺聖若瑟堂
天主教粉嶺聖若瑟堂（英語：St. Joseph's Catholic Church Fanling），位於香港粉嶺聯和墟和泰街5號，建於1953年，是聯和墟現時僅存的同類建築物。教堂不但是該區教友的教會生活核心，更是聯和墟的地標。

## 堂區歷史

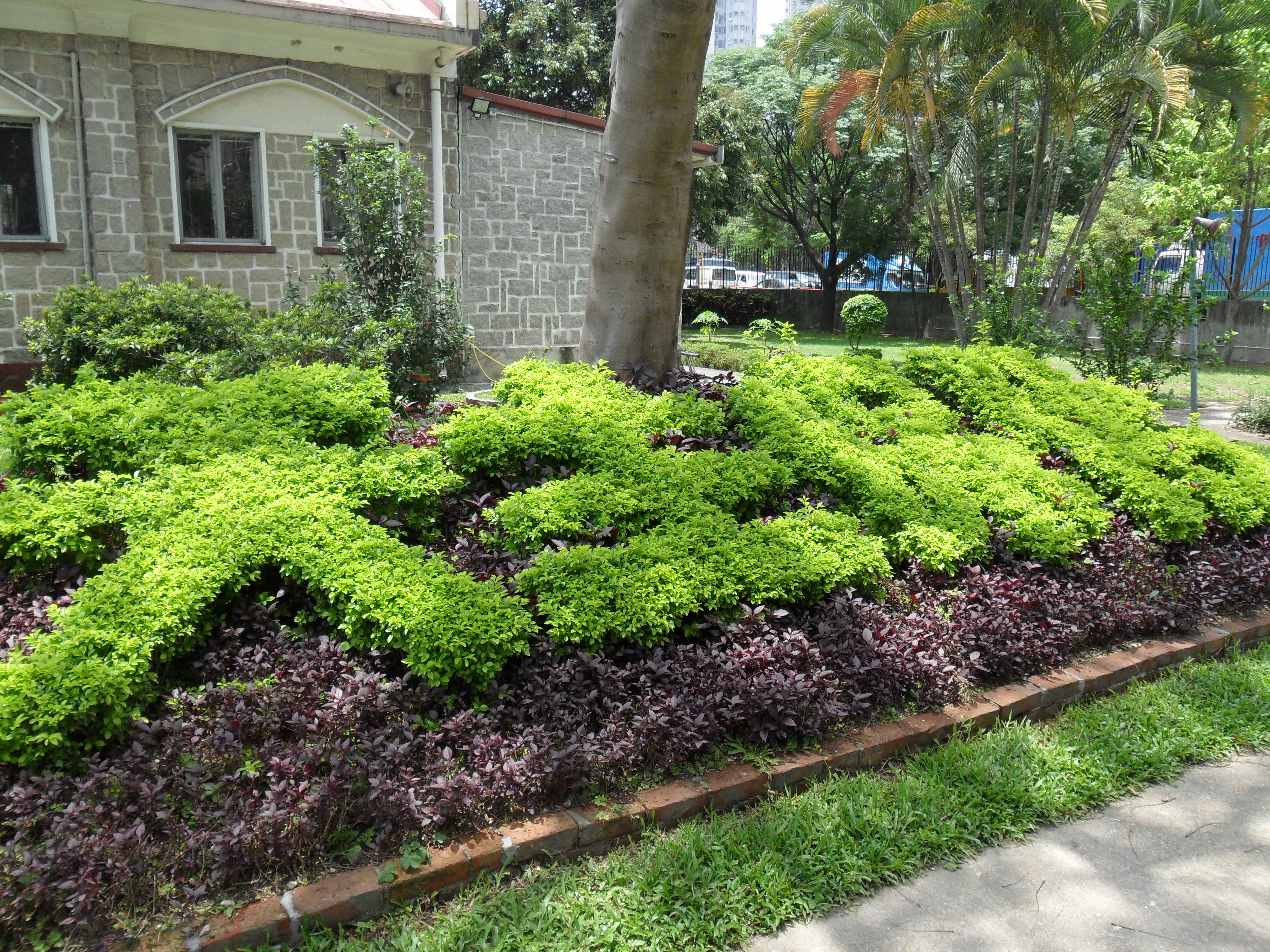
天主教聖堂

天主教在粉嶺區的傳道工作早於1926年開始，而聯和墟的聖若瑟堂由賴法禹神父(Rev. Fr. Ambrose Poletti)在1953年建成，地皮由一位商人朱仁傑於1952年捐出，1954年4月14日由白英奇主教親到聖若瑟堂祝聖。教堂奉工人模範聖若瑟為主保。
建築聖堂的地點原先是農地，因此，聖堂四周本來有不少農田，然而，經歷了社會經濟環境的轉變，附近同類的建築物都已經拆卸或改建，只有聖若瑟堂仍屹立不倒，並且保留原有的外貎。
五十多年來，服務聖若瑟堂的傳教士不遺餘力，實踐傳揚福音和服務大眾的使命。
時至今日，聖若瑟堂教堂不但是粉嶺教友信仰生活的核心，更已經成為天主教教友在新界北區主要的活動中心。古物古蹟辦事處於2011年建議將粉嶺聖若瑟堂的教堂、活動室及神父宿舍列為三級歷史建築。
隨著時間的變遷及牧民需要，教區決定徵用在粉嶺聖若瑟堂相鄰的臨時停車場擴建聖堂，亦於2019年展開工程，除了在地底興建新教堂，於舊有教堂周圍興建更多設施，以提供更完善的環境服務區內的信眾。期間堂區需要借用聖芳濟各書院禮堂和香港新界北區廠商會分別舉行主日和平日彌撒。
經過多年的工程，堂區於2023年11月15日起將辦事處遷回原址，平日彌撒於12月4日起已遷往舊教堂舉行，新教堂最終於2024年1月6日由天主教香港教區主教周守仁樞機祝聖後，於翌日正式啟用。

## 建築風格

### 舊翼

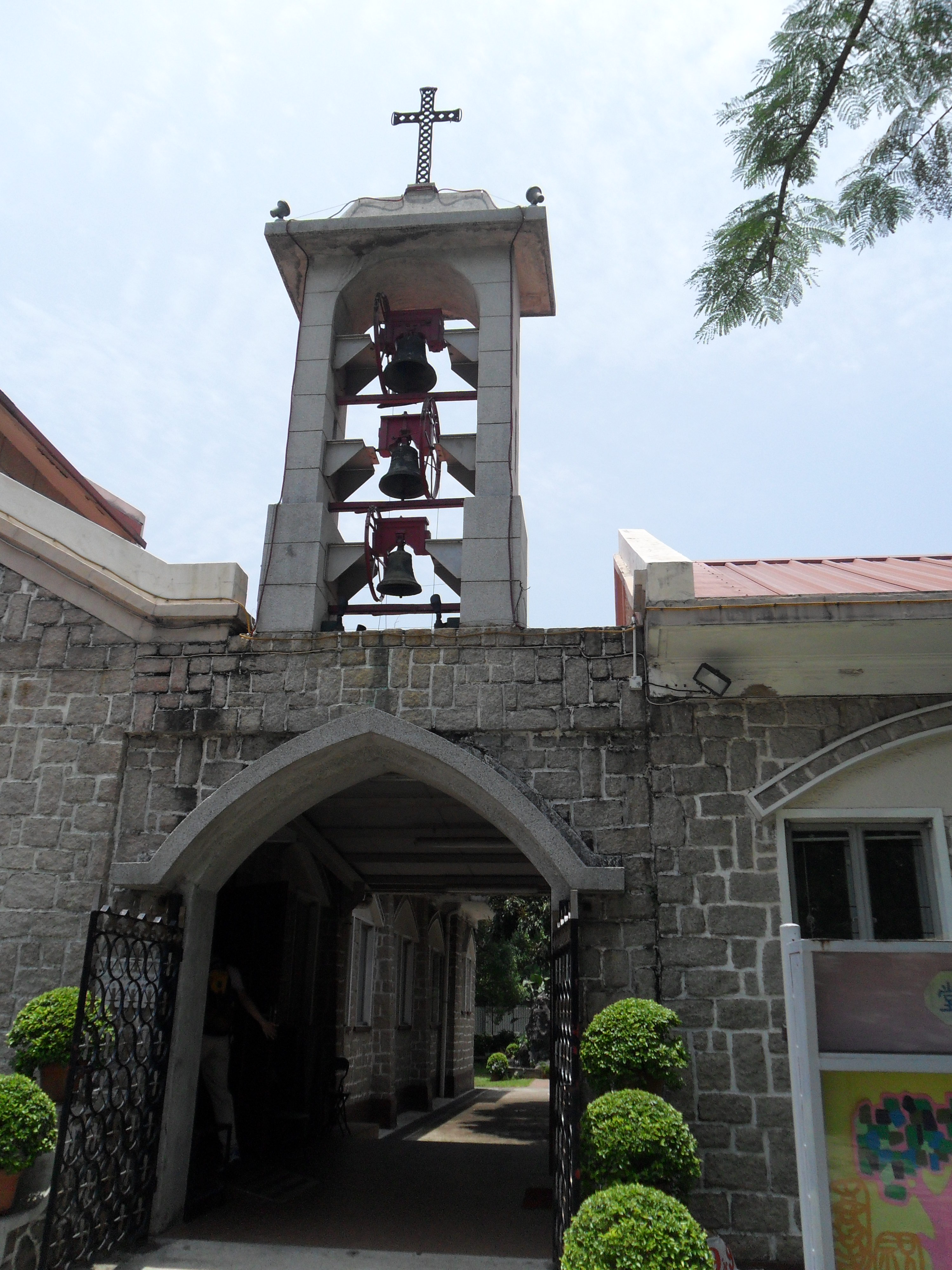
舊翼聖堂鐘樓

粉嶺聖若瑟堂舊翼屬現代折衷派建築風格，這是第二次世界大戰後的典型。雖然經過五次大規模的修建，聖堂具文化價值的建築設施仍一直完整地保留下來，其中包括十字架、若瑟像、跪櫈、聖母山、石牆。最近，聖若瑟堂獲香港古物古蹟辦事處評定為三級歷史建築。
舊翼聖堂是一座簡約的長方形建築，規模雖小，但簡單實用。它運用了多種較現代化的建築物料，且有獨特而顯眼的細節和裝飾，突顯其與周遭建築物的不同。
以當地出產的灰色花崗岩砌成的聖堂外牆，標誌著過去傳教士們付出的心血汗水，使教會在新界北區有了紮實的根基。每一塊石頭都是由人手親自琢磨出來，各有特色，正如堂區的信眾一樣，雖然每人都與別不同，但卻都能為聖堂付出，合力一起支持聖堂發展，宣揚天主的訊息。
舊翼聖堂內牆與外面一樣，是以天然花崗岩砌成。圓拱的石製通道引向聖所和祭壇，後方牆上則有一幅巨型壁畫。
舊翼聖堂內的正中央放置了「獻耶穌於聖殿」的東方聖像畫。聖堂屋頂以鋼製支架作承托，原有的屋頂是由瓦楞鐵片所造，在九十年代換成了壓縮金屬板。位於中央高處異常傾斜的設施，是聖堂的詩歌樓，這也是聖堂最突出的部分之一。鐘樓亦是值得留意的部份，它的閘門以尖頂和美輪美奐的雕刻品作裝飾，而鐘樓內的三個鐘均在意大利製造，是多年前由匿名善心人士所捐贈。在聖堂大門上的十字架，提醒基督徒要通過十字架的奧蹟，共同參與基督的祭獻，分享復活的新生命。

### 新翼

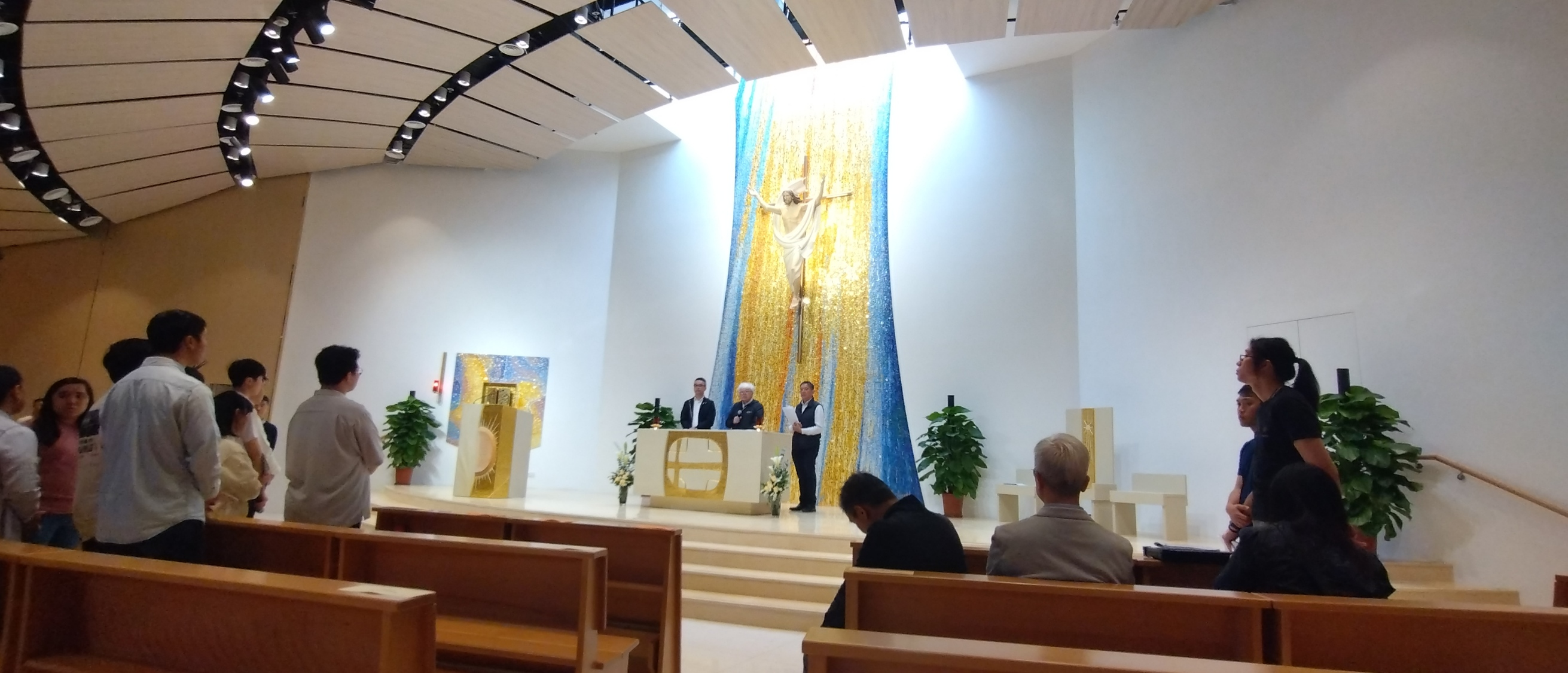
新翼聖堂

新翼曾為被用作臨時停車場的空置土地。教區為了保留已被古物古蹟辦事處列為三級歷史建築的舊翼，以補地價形式購入有關土地，進行堂區擴建工程。除了新地下教堂外，設有新鐘樓、露天花園及多用途活動室。重置後的聖堂廣場外種植了在多個《聖經》章節記載的各種植物，讓朝聖者們藉著這些植物，聯想到天主的應許。
新聖堂位於新翼地庫，可容納約700人。於領洗池和祭台的上方設有金字塔天窗，以融入外界的天然光。
新翼設有兩部往返地庫聖堂和地面廣場的扶手電梯，以及一部來往各層的升降機，由星瑪電梯安裝及保養。

## 主保聖人

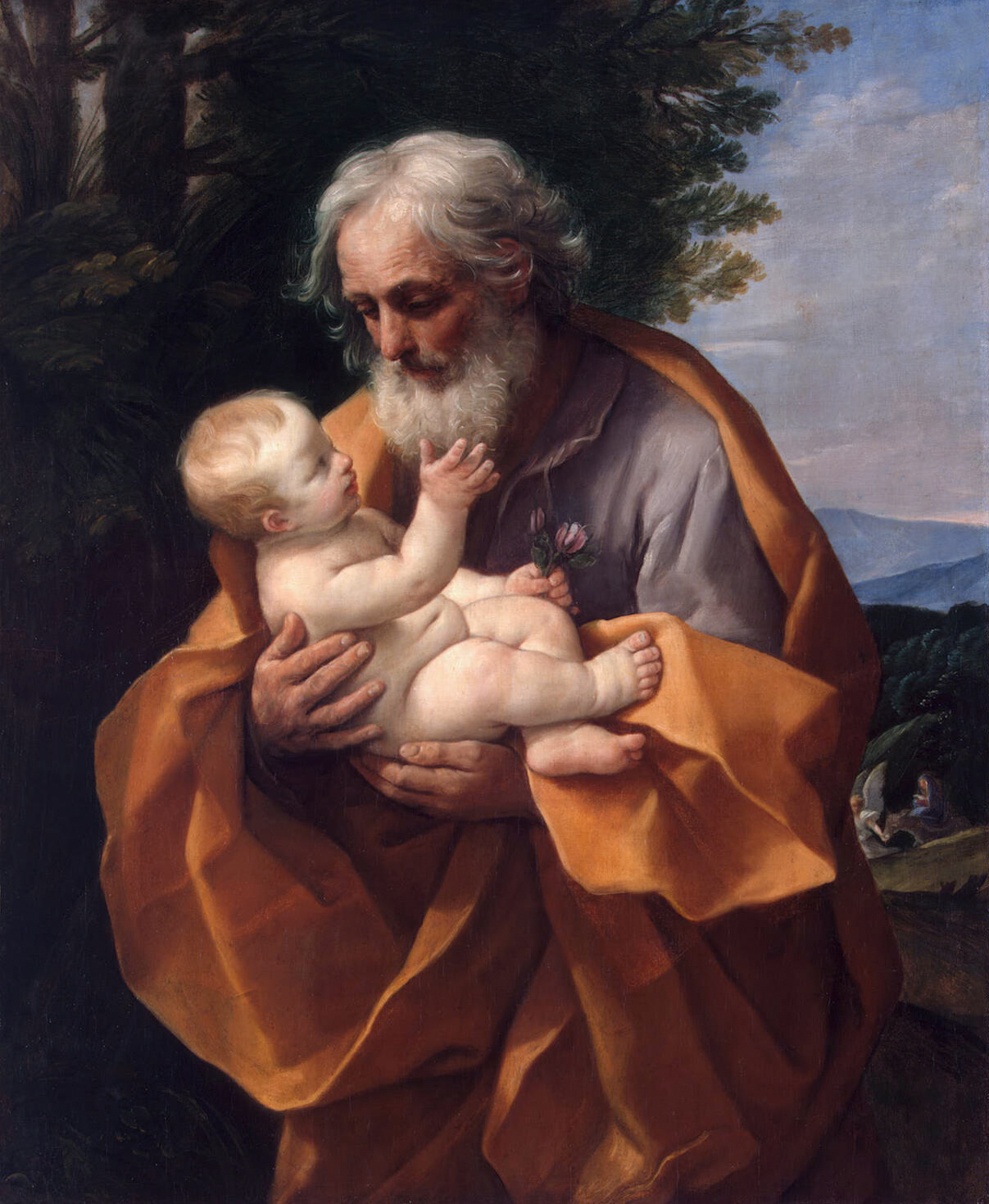
聖若瑟

聖若瑟{勞工主保)是勞動階級最理想的主保，他自食其力，用勞動的雙手養活他的家庭，耶穌向他學習木匠手藝。這位納匝肋的謙虛的工人不僅在教會面前代表了一切用雙手勞動者的尊嚴，而且也是工人和他們家庭的堅實的守護者。工人都應以聖若瑟為楷模，他是教友工人們的榜樣。

## 彌撒時間

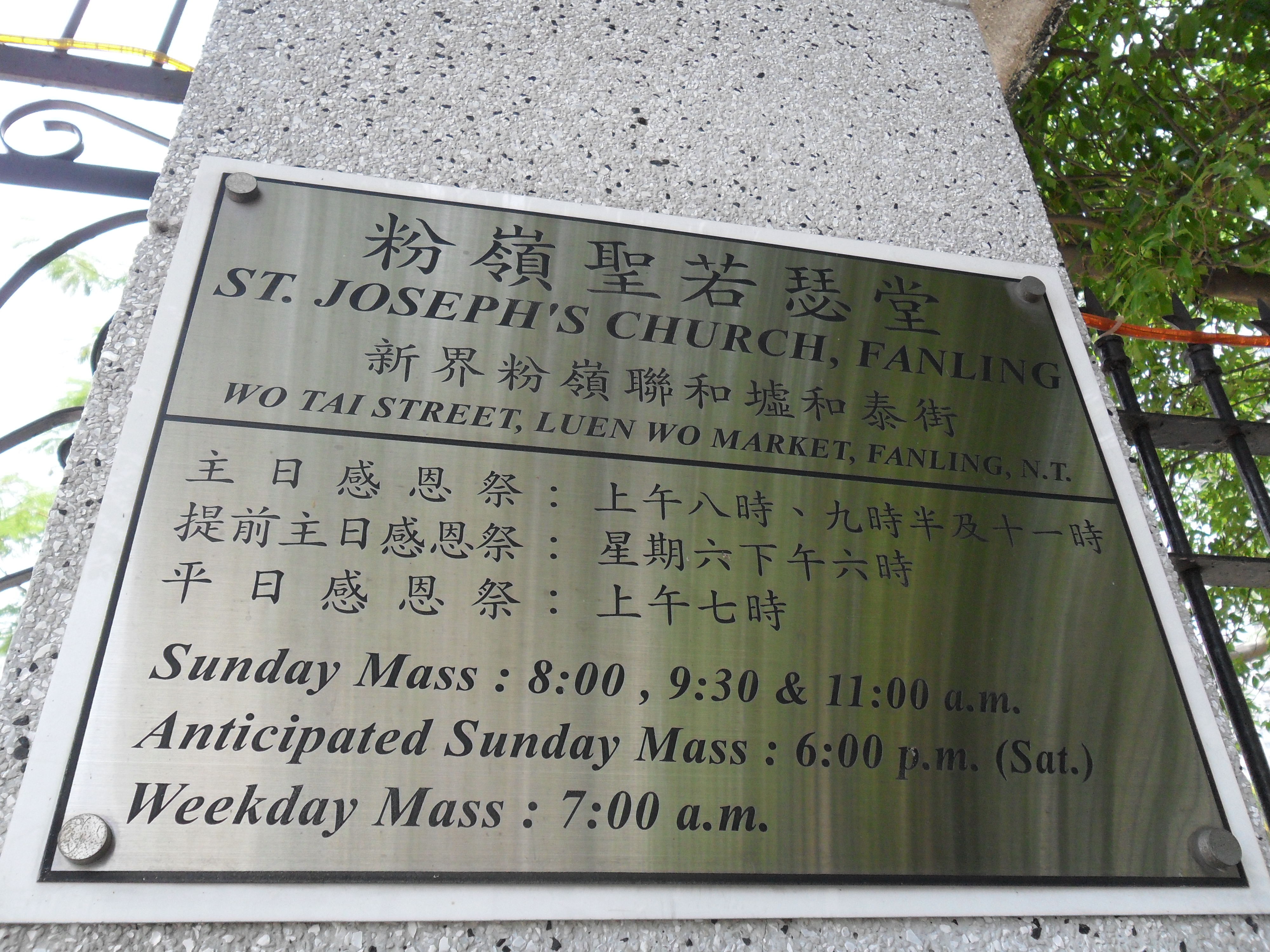
聖堂位置及彌撒時間

### 彌撒
- 主日彌撒：上午7:00(英文)，09:00, 11:00(中文)
- 星期六提前主日彌撒：晚上6：00 (中文)
- 平日彌撒：上午7：00 (中文)

## 相冊

### 擴建工程前

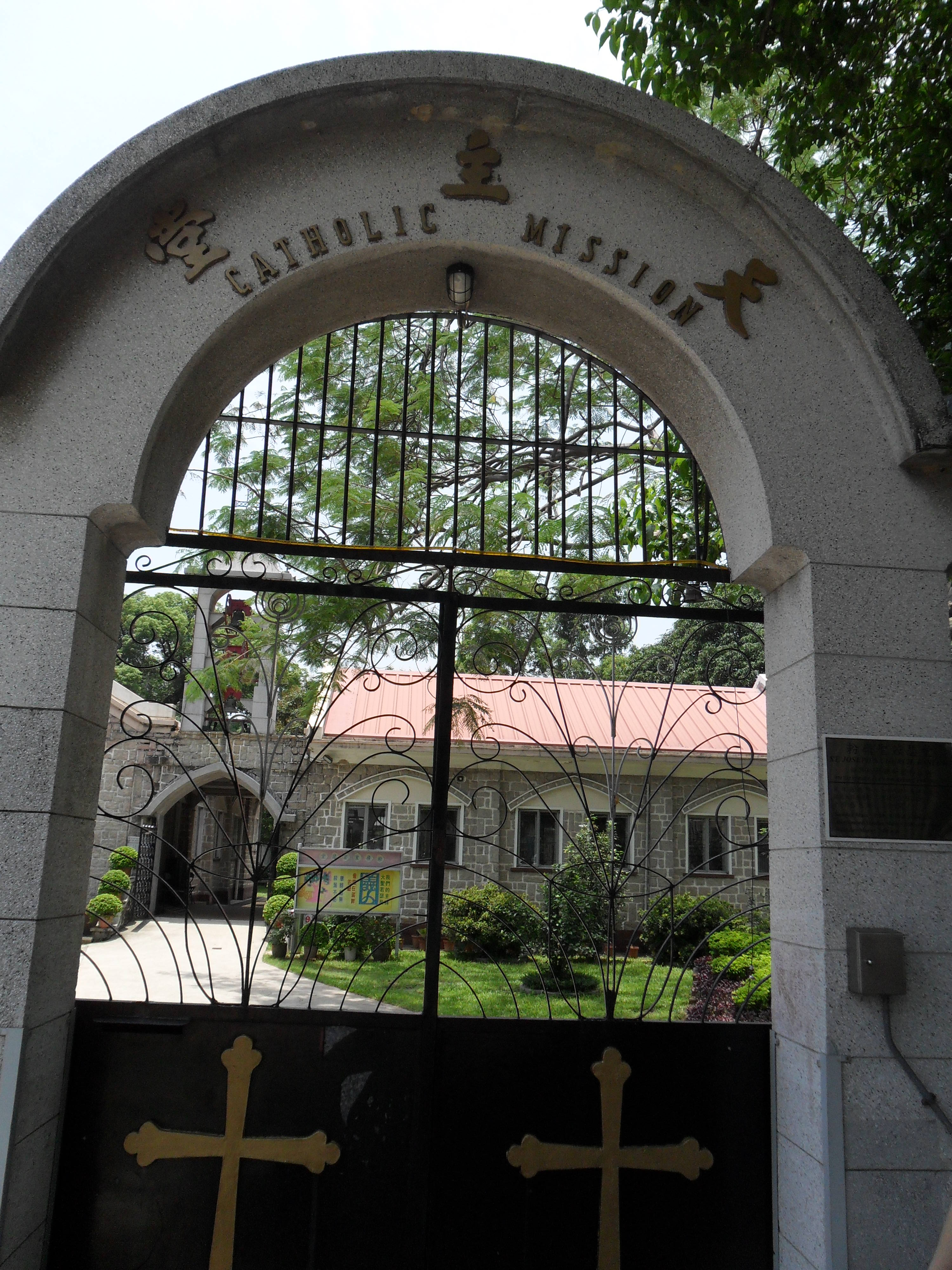
舊聖堂正門，由外面向內影
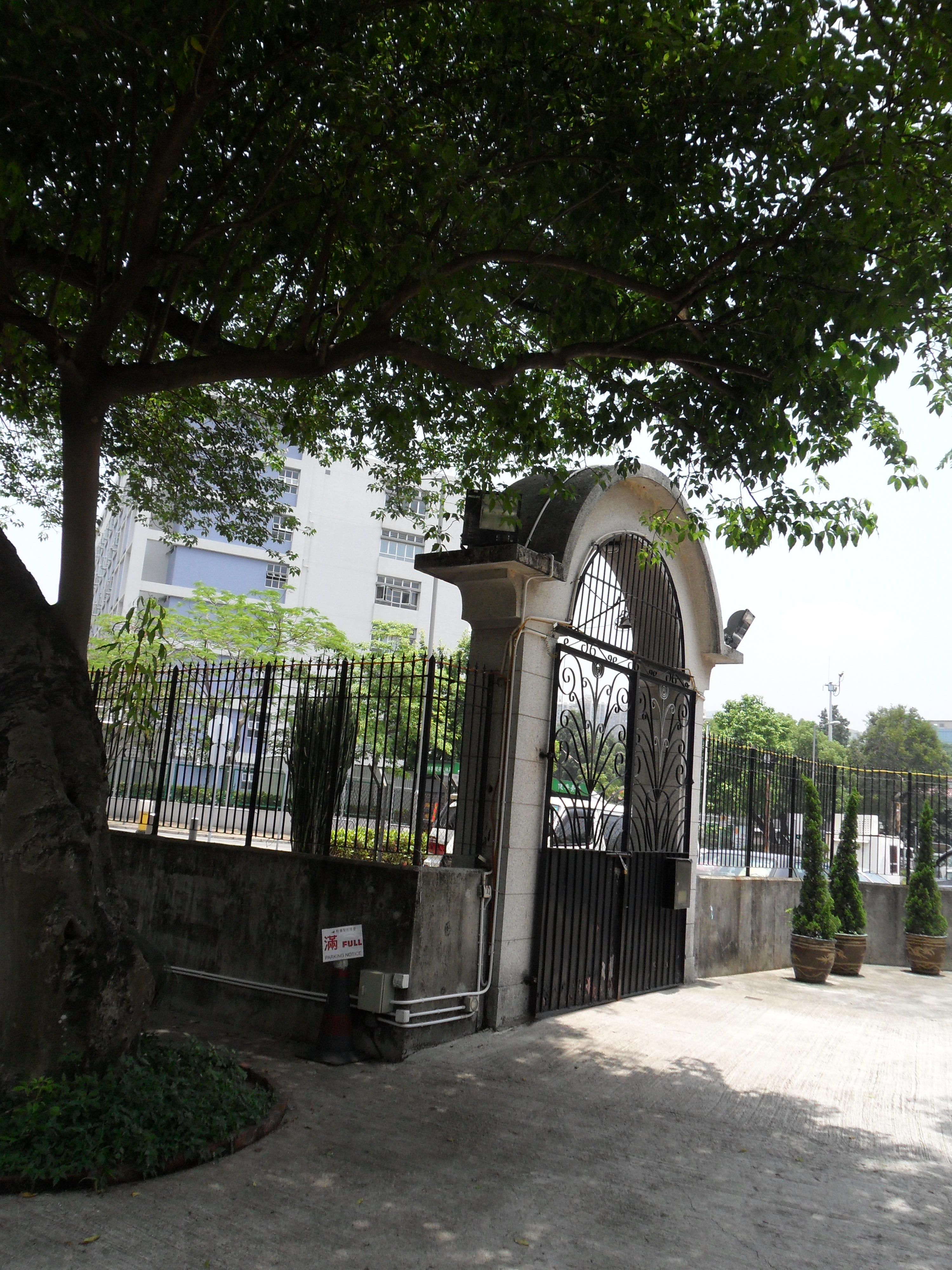
舊聖堂正門，由內面向外影
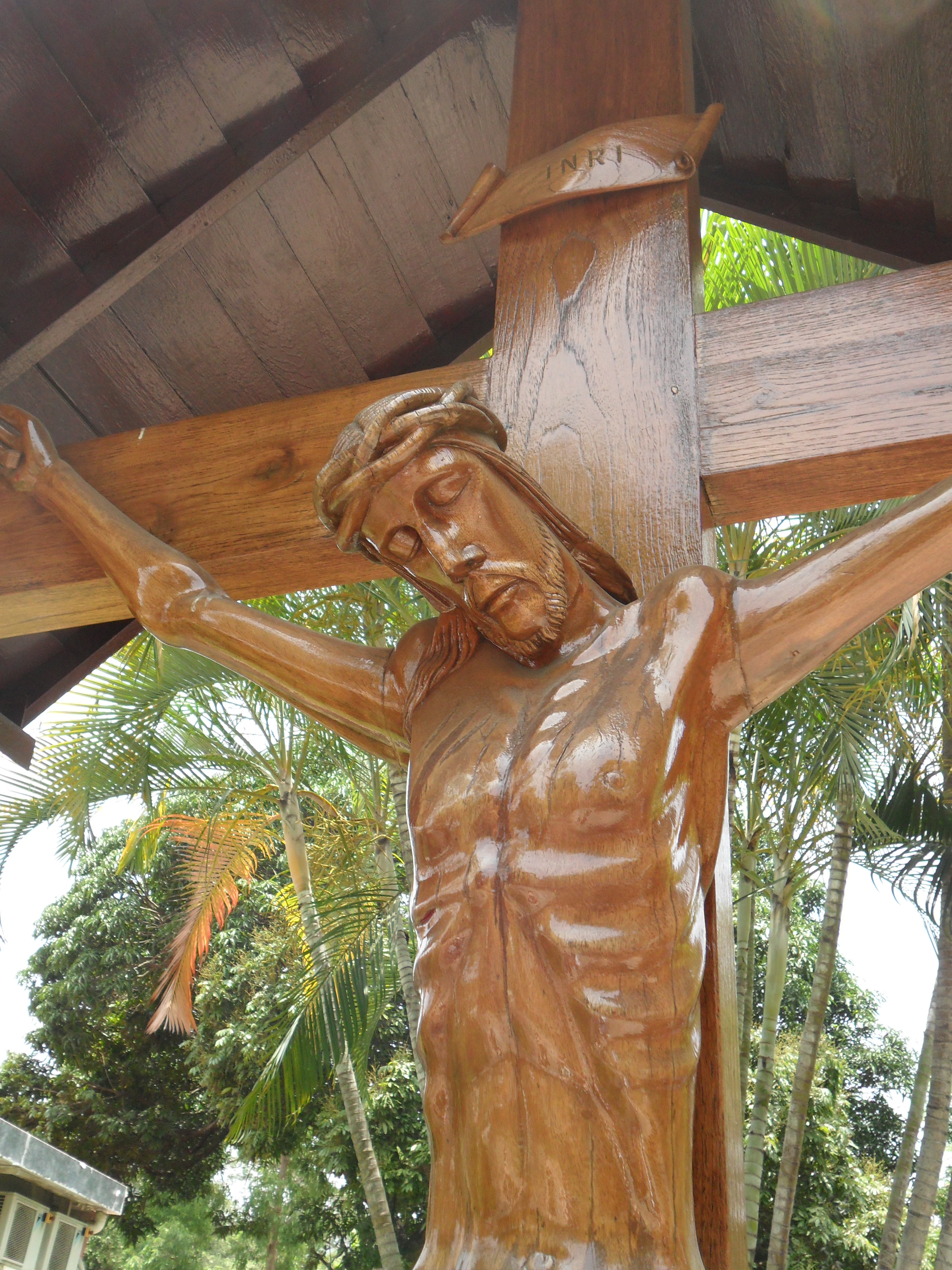
木製十字架
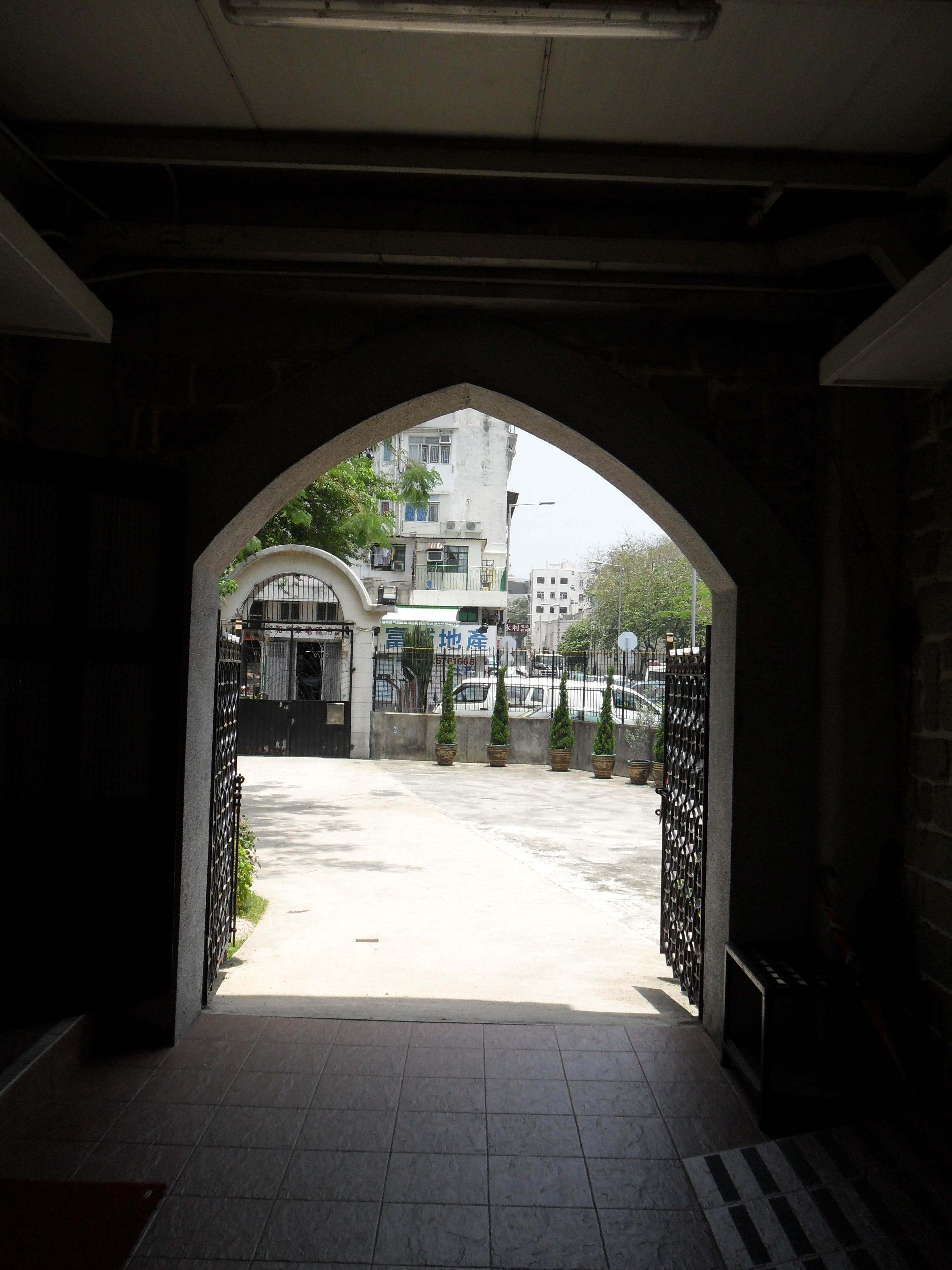
舊聖堂內部
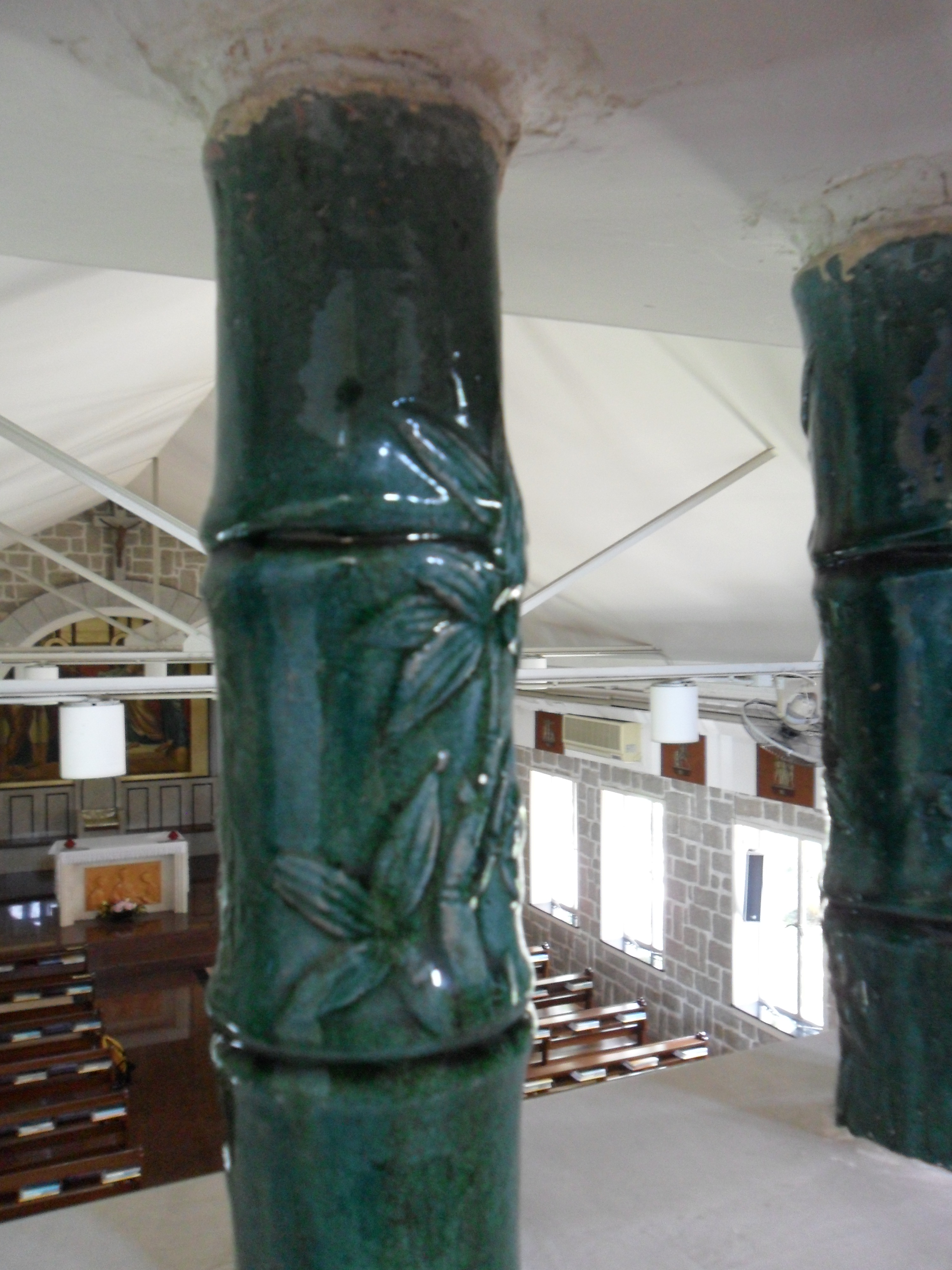
舊聖堂二樓
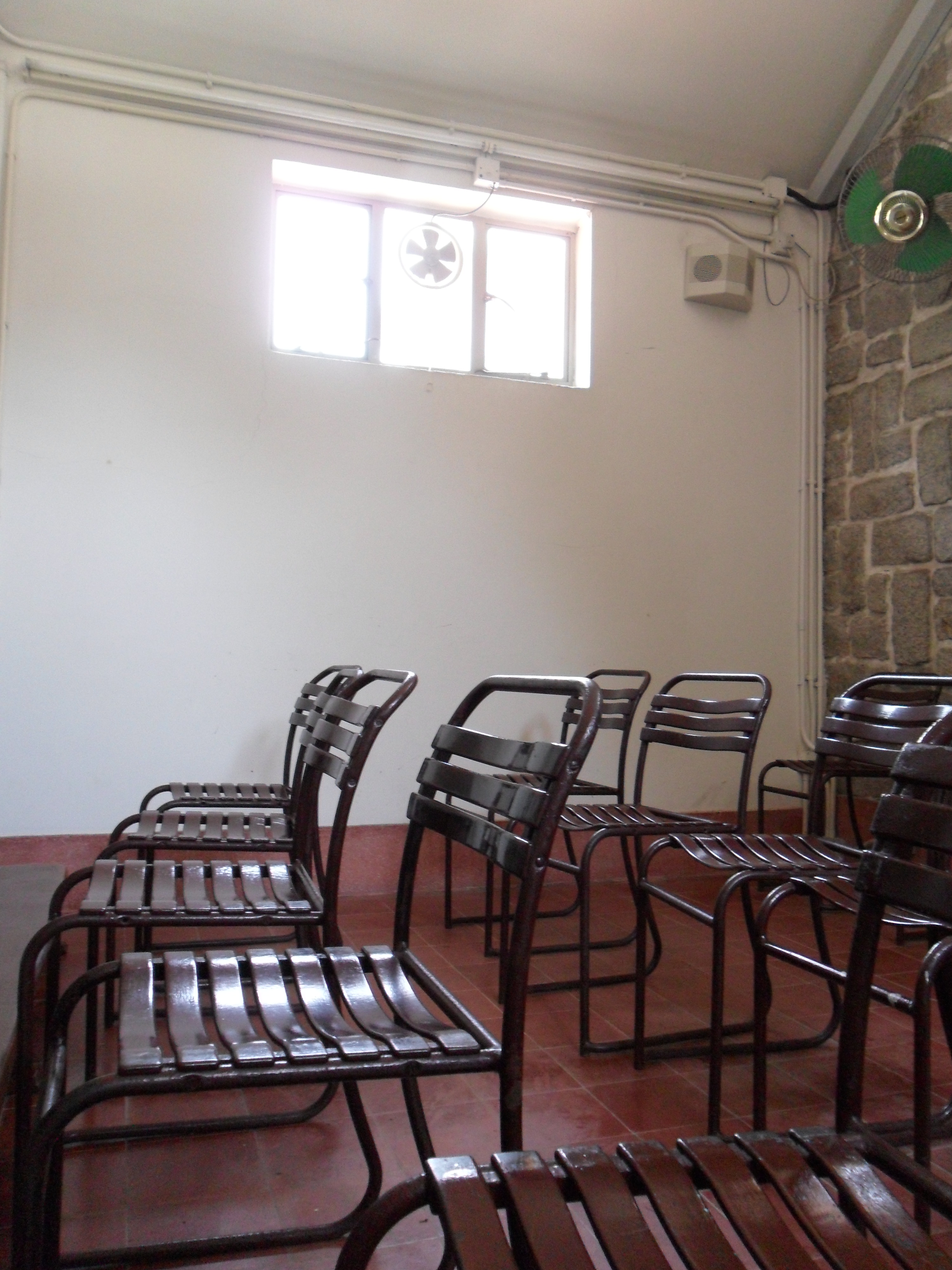
舊聖堂二樓的椅子
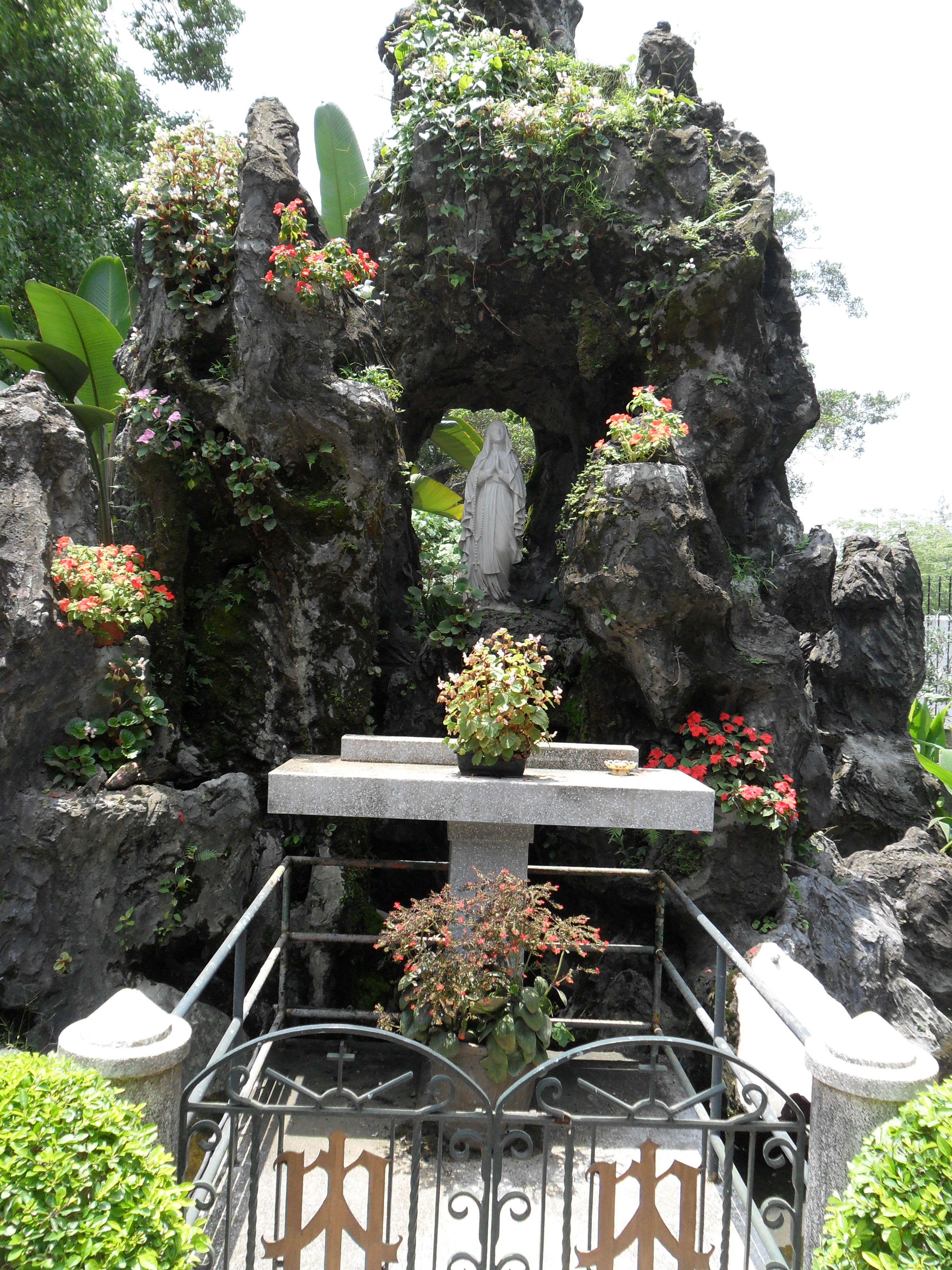
聖母岩

### 擴建工程後

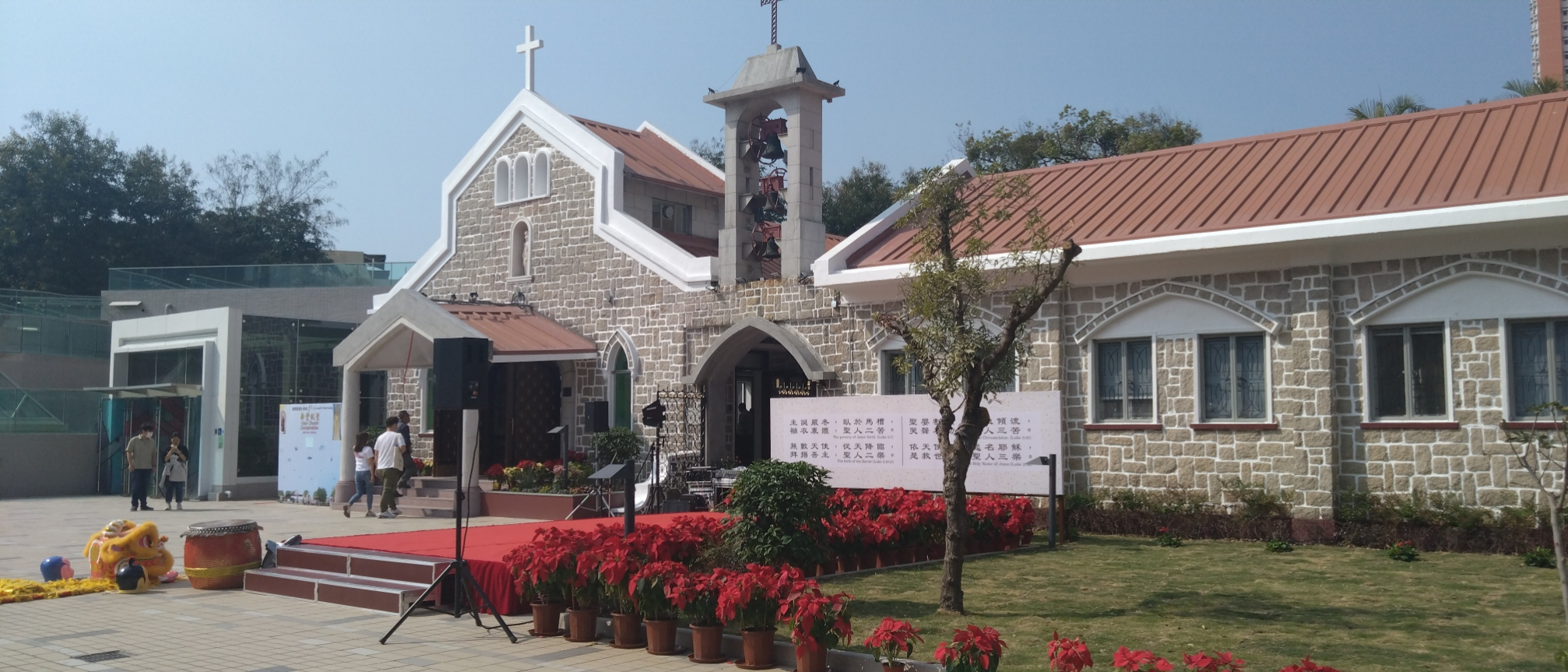
擴建後的粉嶺聖若瑟堂

## 外部連結
- 粉嶺聖若瑟堂 （页面存档备份，存于）